# Svitlana Matevusheva
Svitlana Valerivna Matevusheva –en ucraniano, Світлана Валеріївна Матевушева– (Sebastopol, URSS, 22 de julio de 1981) es una deportista ucraniana que compitió en vela en la clase Yngling. 
Participó en los Juegos Olímpicos de Atenas 2004, obteniendo una medalla de plata en la clase Yngling (junto con Ruslana Taran y Hanna Kalinina). Ganó una medalla de bronce en el Campeonato Europeo de Yngling de 2004.

## Palmarés internacional
| \| Juegos Olímpicos \| Juegos Olímpicos \| Juegos Olímpicos \| Juegos Olímpicos \| \| Año \| Lugar \| Medalla \| Clase \| \| ------------------ \| ----------------------- \| ----------------- \| ---------------- \| \| 2004 \| Atenas (Ucrania) \| Medalla de plata \| Yngling \| \| Campeonato Europeo \| \| \| \| \| Año \| Lugar \| Medalla \| Clase \| \| 2004 \| Stavoren (Países Bajos) \| Medalla de bronce \| Yngling \| |                         |                   |         |
| Juegos Olímpicos |                         |                   |         |
| Año | Lugar                   | Medalla           | Clase   |
| 2004 | Atenas (Ucrania)        | Medalla de plata  | Yngling |
| Campeonato Europeo |                         |                   |         |
| Año | Lugar                   | Medalla           | Clase   |
| 2004 | Stavoren (Países Bajos) | Medalla de bronce | Yngling |